# Упертість
Упе́ртість (лат. pertinacia) — надмірна і нерозсудлива наполегливість. У помірній формі перетворюється на чесноту твердості і завзяття в досягненні мети. У цій ролі описав ще Цицерон. В етиці Томи Аквінського впертість є вадою, пов'язаною з надлишком завзятості (perseverantia), тоді як її відсутність може призвести до зніженості. Гоголь приписує своєму персонажу Тарасу Бульбі риси впертості. У психології впертість протистоїть завзяттю як інфантильна, деструктивна практика, що переходить у вищому ступені в негативізм.